# José Argüelles

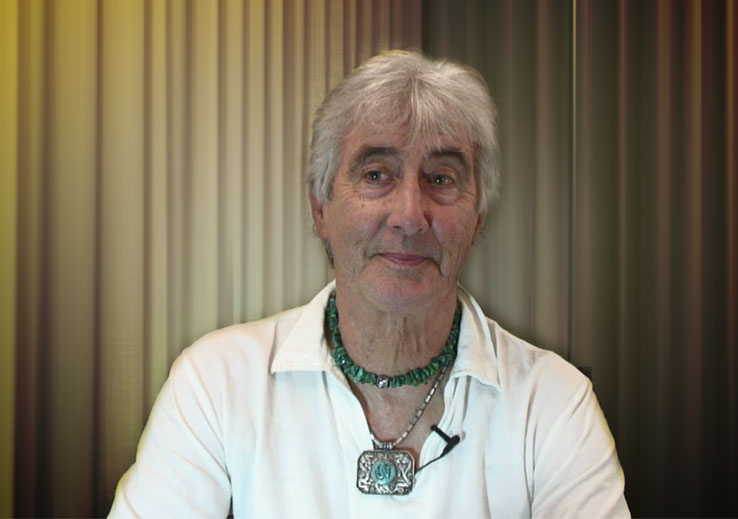
José Argüelles (2010)

José Argüelles (Rochester, Minnesota, 24 de enero de 1939 - Australia, 23 de marzo de 2011) fue un artista y autor estadounidense. Fue fundador de Planet Art Network y la Fundación para la Ley del Tiempo.
Obtuvo un doctorado en Historia del Arte y Estética por la Universidad de Chicago, y enseñó en varias universidades, incluyendo Princeton, California-Davis o el Instituto de Arte de San Francisco.
Es conocido por su papel en la organización del movimiento Convergencia Armónica y por popularizar la creencia del cierre del ciclo en diciembre de 2012 basada en interpretaciones místicas de algunos textos mayas.

## Notoriedad
Desarrolla en 1989 y promueve el concepto de la Ley del Tiempo, basado en sus interpretaciones de cómo funcionan las mátematicas de los sistemas de tiempo maya.
Alcanzó notoriedad por su papel en el movimiento Convergencia Armónica y su libro sobre el misticismo del calendario maya, El factor Maya. Tras el éxito financiero que obtuvo, publicó junto con su esposa Dreamspell: El viaje de la Nave Tiempo Tierra 2013.
Presidente de la Fundación para la Ley del Tiempo, creada en el año 2000, propone el uso del calendario de Trece Lunas de 28 días como el instrumento para armonizar a los seres humanos con la biosfera.

## Críticas
Aunque Argüelles indica que sus herramientas y su calendario no son exactamente un calendario maya, la crítica se centra en el hecho de que sus trabajos no tienen el apoyo de ningún experto sobre la cultura maya. Entre las muchas críticas, se indica que la interpretación simplemente recoge una tradición antigua modificándola en una Edad distinta en términos desconocidos, inusitados e indocumentados entre los mayas. Es más, el calendario de Argüelles se basa en una cuenta diferente al calendario maya tradicional. Como el matemático Michael J. Finley observa: 

Dado que el calendario Haab maya es de 365 días y no tiene ninguna disposición para años bisiestos, su fecha se desfasa con el calendario gregoriano un día cada cuatro años. El comienzo del año de Arguelles está fijado el 26 de julio, y su cuenta de días parte del haab tal como era conocido por los escribas mayas antes de la conquista española. Arguelles asegura que el calendario de trece lunas está sincronizado con el calendario moderno. Claramente, eso no es así.
 Finley (2002)

Su calendario tampoco se sincroniza correctamente con el tradicional maya. Por ejemplo, en la cuenta tradicional el 1 de enero de 2005 sería 5 Muluk, mientras que en el calendario de Argüelles es 2 Etznab.

## Obras
- Argüelles, José (2000). El factor maya. (5ª edición). México: Círculo Cuadrado. ISBN 9789686565119.
- Otras obras:[6] Mandala y lo femenino (coautor,1972), Charles Henry y la Formación Estética Psicofísica, presentado en la Universidad de Chicago en 1972, La Visión Transformativa, reflexiones en la Naturaleza y la expresión de la historia de la humanidad (1975 y 1992, Lo Femenino (coautor, 1977); Tierra en Ascenso (1984); El Factor Maya (1987, 1996; Cabalgando la Ola de Zuvuya (1988); El Llamado de Pacal Votan: el tiempo es la cuarta dimensión (1996); La Sonda de Arcturus, relato de una investigación en curso (1996); El Tiempo y la Tecnosfera: la Ley del Tiempo en los asuntos humanos (2002); Crónicas de la Historia Cósmica (Volumen 1,2005; Volumen 2, 2006; Volumen 3, 2007; Volumen 4, 2008).